# Чернятинський коледж
Чернятинський коледж  — державний вищий навчальний заклад в селі Чернятин, Жмеринського району, який готує аграріїв. Входить до складу Вінницького національного аграрного університету. Навчальне приміщення коледжу розташоване в палаці Вітославських — Львових.

## Діяльність
Форма навчання: денна та заочна
На державній та контрактній основі

### Перелік спеціальностей, за якими проводиться підготовка в коледжі
- Технологія виробництва та переробки продукції тваринництва. Спеціалізація — бджільництво

Термін навчання 3 роки і 6 місяців
- Облік і оподаткування

Термін навчання 2 роки і 10 місяців
- Агрономія

Термін навчання 3 роки і 10 місяців
- Агроінженерія

Термін навчання 3 роки і 10 місяців

### Додаткові спеціальності
Паралельно із здобуттям основної кваліфікації, студенти можуть отримувати робітничі професії
- Оператор комп'ютерного набору
- Водій категорії В, С
- Тракторист-машиніст ІІІ класу
- Квіткар-озеленювач

## Історія
Історія Чернятинського коледжу Вінницького національного аграрного університету розпочинається з 1922 року, коли в маєтку графа Миколи Львова, який володів ним до жовтня 1917 року, організовується кущовий садорадгосп «Ударник», в який увійшли панські сади сіл Чернятина, Носковець, Олександрівки, Шипинок (Вінницької обл.), Осламове (Хмельницької обл.) з центральною садибою в с. Чернятині. Крім вирощування плодів, господарство також займалася їх переробкою. Так, з архівних матеріалів відомо, що в 1929 році радгоспом було виготовлено 40 тисяч декалітрів плодово-ягідного вина.
В 1929 році в Україні приймається програма розвитку садівництва, згідно з якою організовується садорадгоспи на базі колишніх панських садів, розробленою Володимиром Семеренком.
Відповідно до цього на базі радгоспу «Ударник» організовується великий плодорозсадник, який мав забезпечити плодовими саджанцями майбутні садорадгоспи теперішньої Вінницької та Хмельницької областей.
В 1930 році на базі цього маєтку організовується однорічна школа радгоспно-господарського учнівства для підготовки кадрів садорадгоспам. Заняття робітфаку
Цього ж року організовується робітфак. Це були підготовчі курси для вступу в Уманський сільськогосподарський інститут. За високі показники у господарській діяльності радгоспу в 1932 році йому було присвоєно почесне звання «Ударник 14-річчя Жовтня». Ця структура проіснувала до початку Великої Вітчизняної війни. В період окупації зі спогадів очевидців господарство радгоспу «Ударник» належало румунському генерал-губернатору «Трансністрії», штаб-квартира якого розміщувалося в Одесі.
Після визволення Чернятина в березні 1944 року, коли ще гриміли бої за визволення України, реалізовуючи програму розвитку садівництва в Україні та враховуючи гостру потребу у кадрах середньої ланки, створюється ряд навчальних закладів. На підставі Постанови ЦК Компартії України і Раднаркому УРСР від 7 вересня 1944 року організовується Чернятинський плодово-ягідний технікум для підготовки кадрів середньої ланки для спеціалізованих господарств по вирощуванню плодів, ягід і овочів. Першим відкривається відділення «Плодоовочівництво», на яке було набрано одну групу.